# Påskbergsvallen
Påskbergsvallen is een voetbalstadion in de Zweedse stad Varberg. In het stadion speelt Varbergs BoIS haar thuiswedstrijden. Het stadion biedt plaats aan 4.000 toeschouwers. Om sponsorredenen wordt het ook wel Varberg Energi Arena genoemd.
Na de promotie van Varbergs BoIS in 2019 naar de Allsvenskan, kreeg de club tijdelijke dispensatie voor het spelen van de thuiswedstrijden in het Påskbergsvallen. In 2022 begon men met de bouw van een nieuwe tribune aan de lange zijde om te voldoen aan de eisen van de Zweedse voetbalbond. 